# Gyllene Hjulet MC-museum
MC-museet Gyllene Hjulet är ett museum i Surahammar, Surahammars kommun. Museet öppnades 1985 och innehåller motorcyklar, mopeder och cyklar. Byggnaden, som kallas Gyllene hjulet, är från 1949 och användes som matsal, huvudsakligen för Surahammars bruks ungkarlar, innan det blev museum. Namnet syftar på brukets tillverkning av järnvägshjul. Den har kvar de ursprungliga väggmålningarna.

## MC-museet Gyllene Hjulet
MC-museet Gyllene Hjulet började 1985 som en MC-utställning i den då tomma restauranglokalen. Utställningen permanentades och museet har nu firat 30-årsjubileum (2015). Museet visar tvåhjulingarnas utveckling. Här finns vanliga och ovanliga trampcyklar från 1800-talets höghjuling till plastcykeln Itera från 1980-talet. Det finns mopeder från 1950-talet och framåt. Av motorcyklar finns till exempel glidare och touringmaskiner, tävlingsmaskiner, till exempel motocross-, speedway- och roadracingcyklar. Det är en stor blandning av tillverkare från många länder. Här finns skotrar  och en mc-bil. Det finns en körbar replika av Sveriges första bil som ritades och byggdes av Gustaf Erikson i Surahammar 1897. Museet har cirka 120 objekt.
Alla fordon ägs av privatpersoner och de flesta är i körbart skick. Det betyder att en del fordon plockas ut för användning och något annat fordon ställs in i stället. Därmed blir museet levande.

## Motorcykelhistoriska föreningen
MC-museet Gyllene Hjulet drivs av föreningen MCHK-Mälardalen. Den ingår i Motorcykelhistoriska klubben (MCHK). Utöver museet arrangerar klubben de årliga aktiviteterna motorhistoriska dagen och veteranmarknaden i juni/juli samt Mälardalsrallyt och Västmanland runt för motorcyklar i september.

## Byggnaden Gyllene Hjulet
Byggnaden som MC-museet är inrymt i byggdes 1949. Den användes som matsal för brukets anställda. Den ligger på gångavstånd från brukskontoret, genom bruksparken. Därmed ersattes den äldre matsalen ”Mojsen” som låg intill Gyllene hjulet, (mojsen är ett smeknamn på lokaler som användes för matservering). Byggnaden hade kök och en stor arbetarmatsal samt en mindre matsal för arbetsledarna i bottenplanet. På ovanvåningen var det en större matsal för tjänstemän och en mindre för ledningen.
De flesta väggar och en del tak är målade med människor, maskiner och byggnader från Surahammar. Följande text finns på dörrarna till tjänstemännens matsal: ”Bruket lät bygga Gyllene hjulet då Einar Améen var bruksdisponent och Yngve Törneman överingenjör. Kjell ritade, Anders byggde, Jerk, Nils Aron, Eric, Thomas o Pysse målade. Allom till gagn och glädje. Anno 1949”. Namnet Gyllene Hjulet kommer från tillverkningen av järnvägshjul som var en av Surahammars bruks stora produkter. Matserveringen övertogs av ”Sara” restaurangkedja. År 1982 stängdes Sararestaurangen.

## Bildgalleri

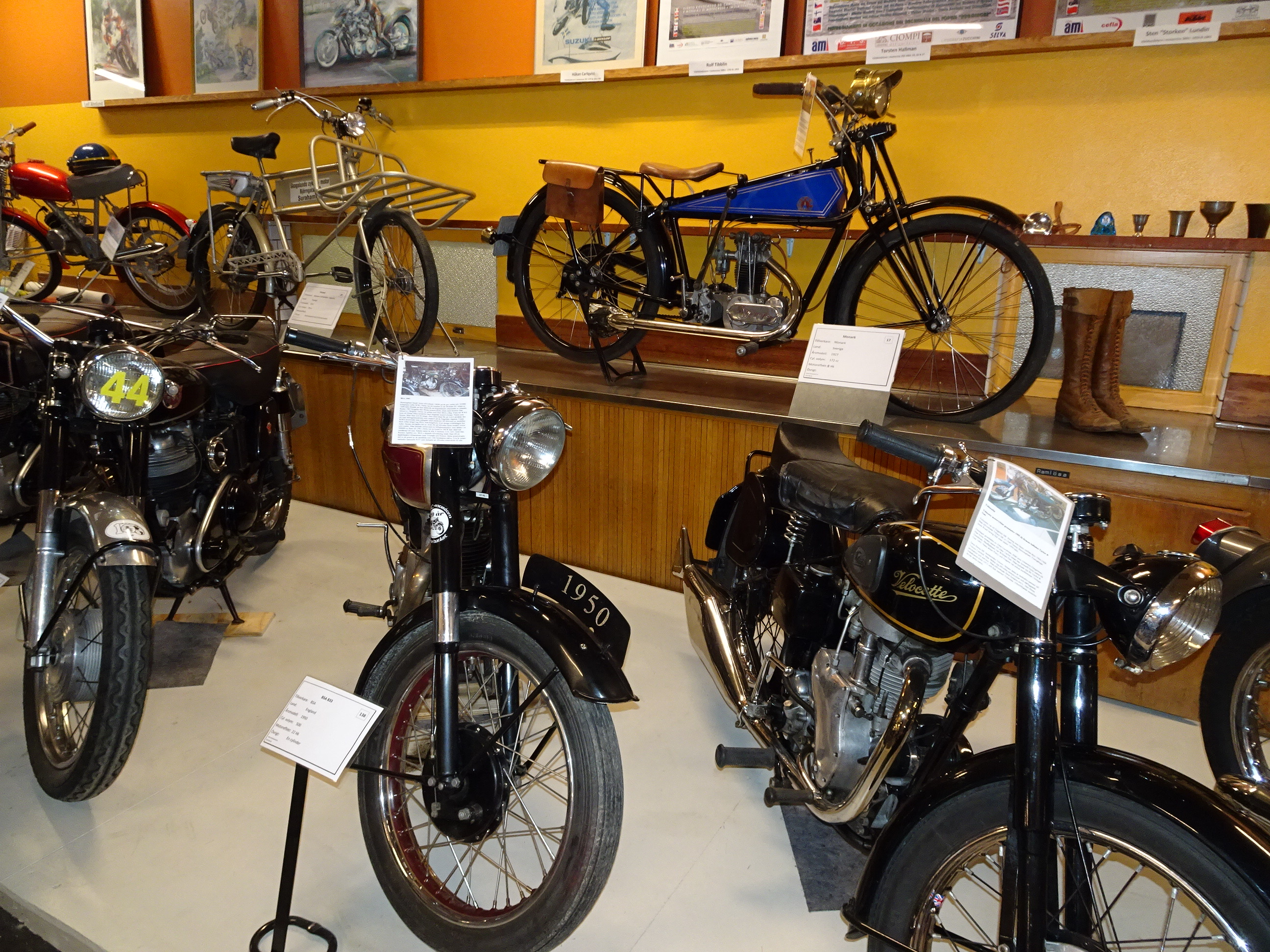
Motorcyklar.
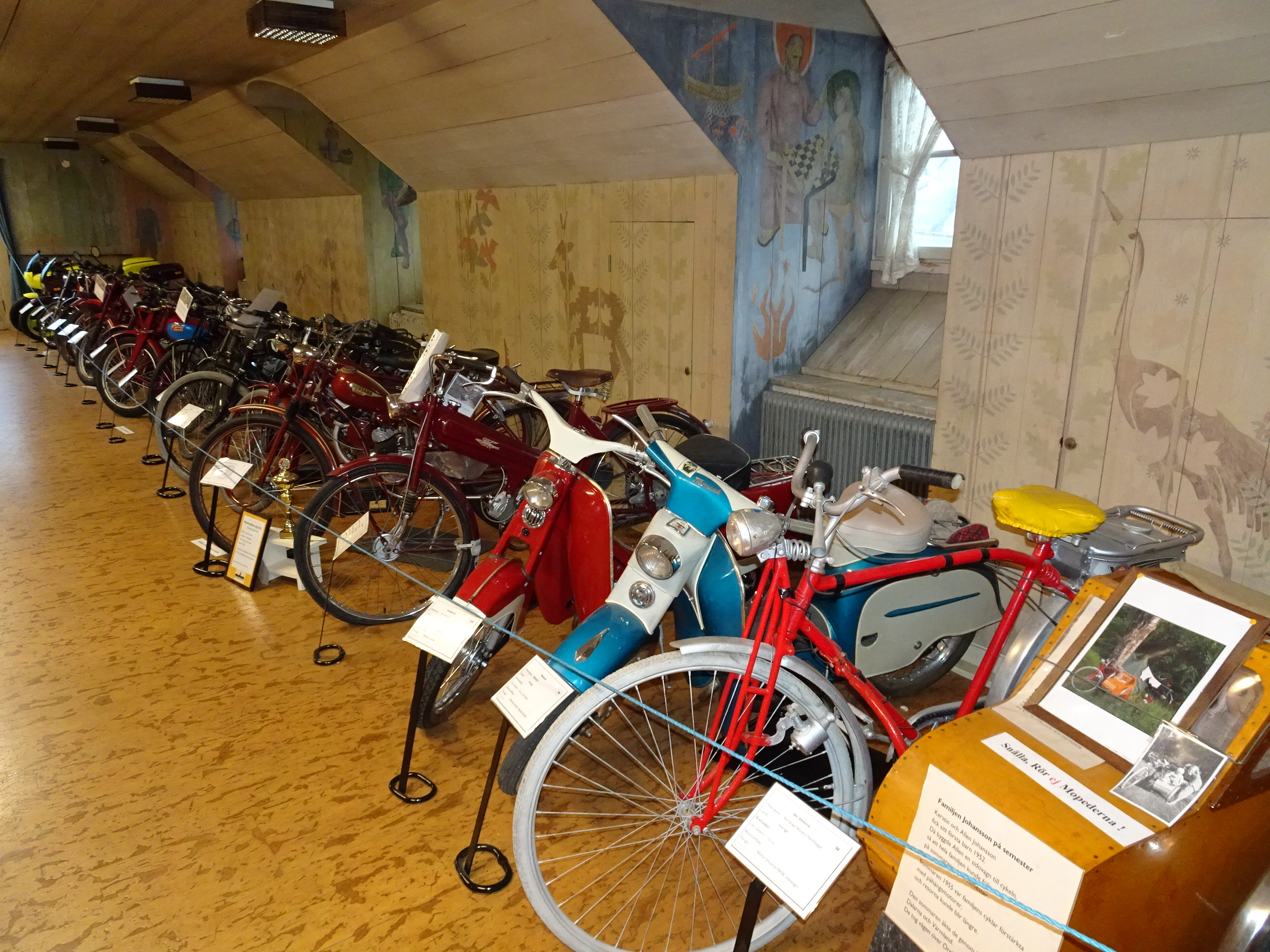
Cykel och mopeder.
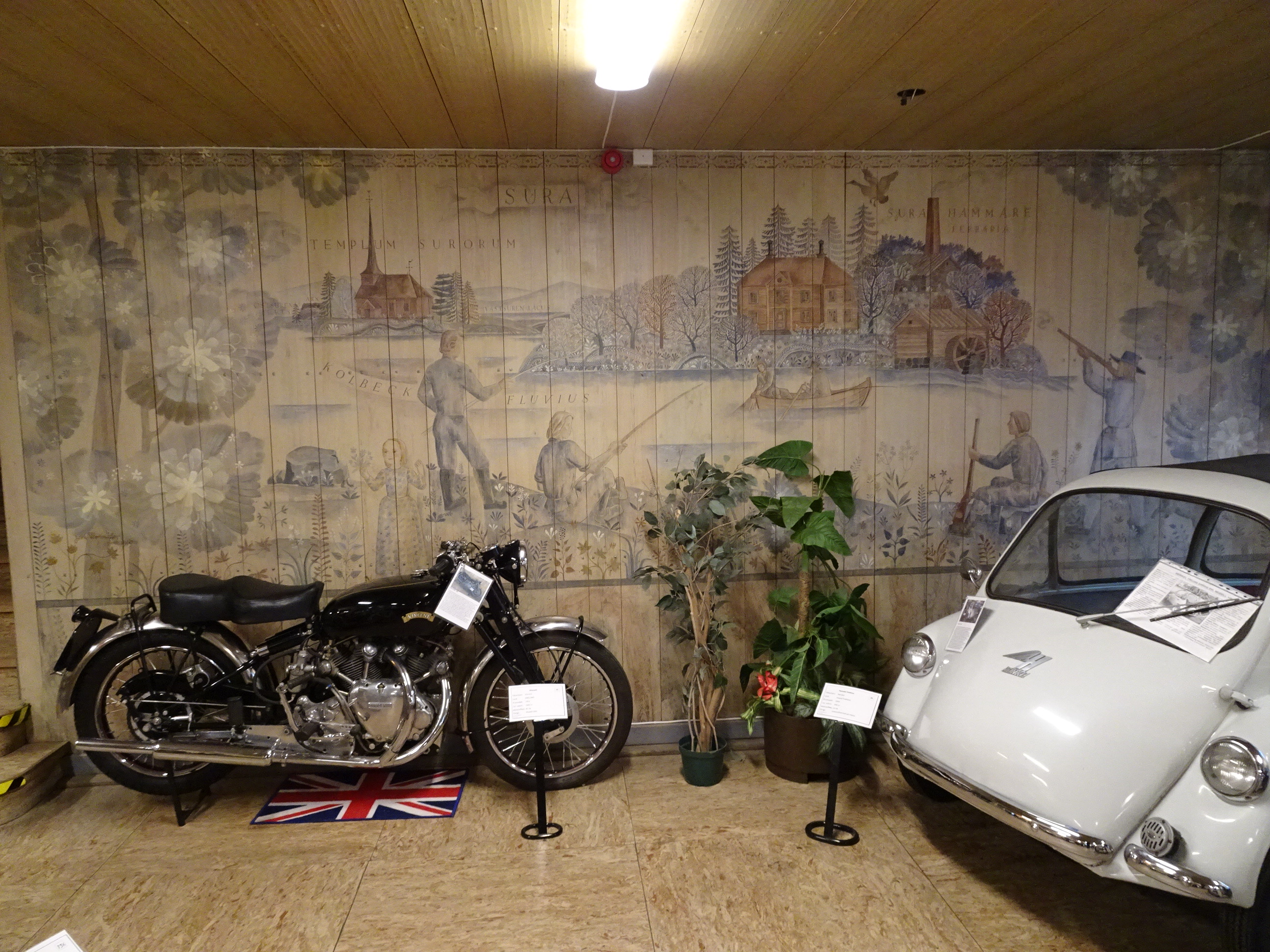
Väggmålningar.
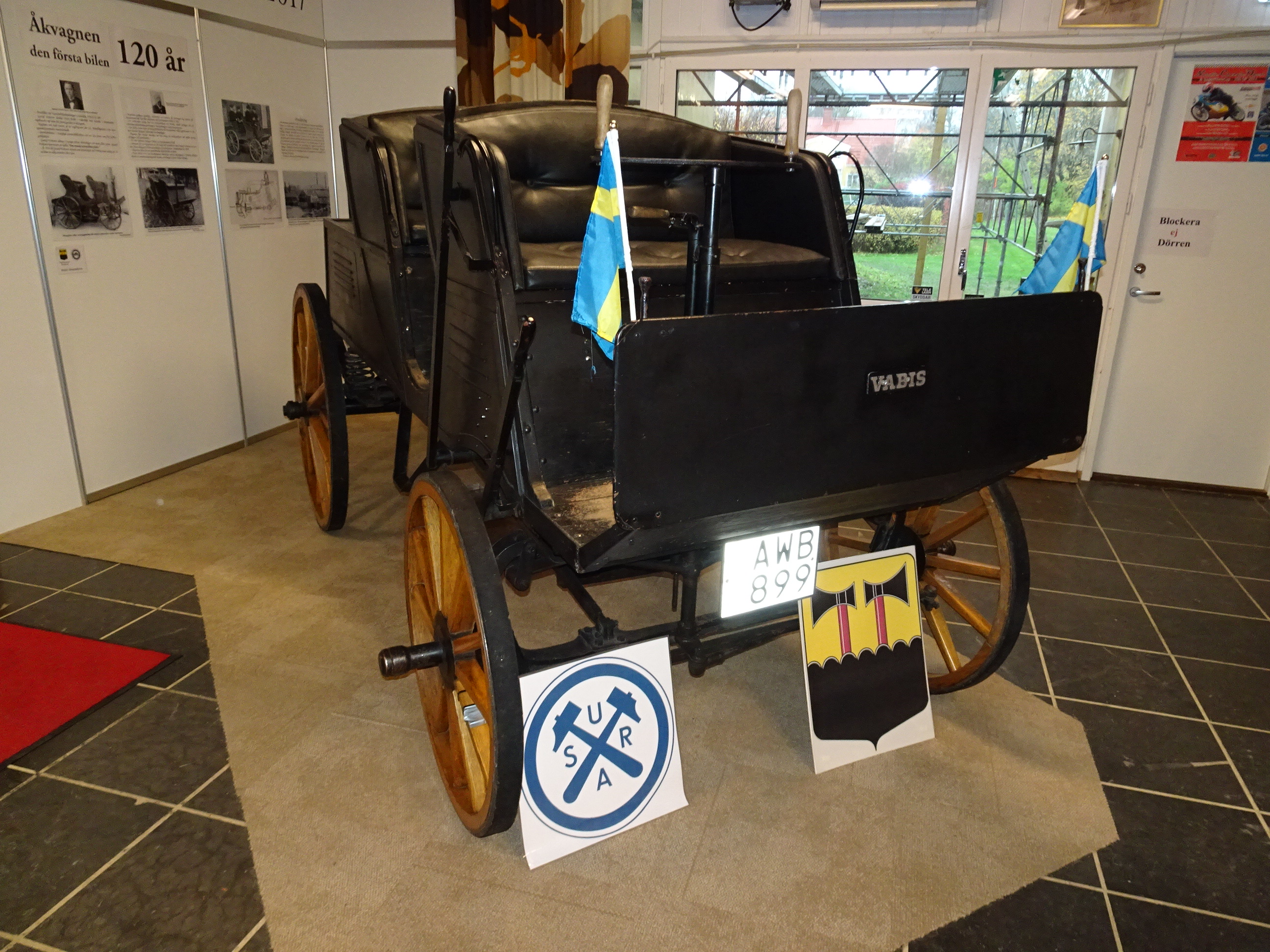
Körbar replika av Sveriges första bil.